# Strażnica WOP Sokółka
Strażnica Wojsk Ochrony Pogranicza Kuźnica/Chreptowce/Sokółka – nieistniejący obecnie podstawowy pododdział graniczny Wojsk Ochrony Pogranicza pełniący służbę graniczną na granicy polsko-radzieckiej.

Strażnica Straży Granicznej w Sokółce – nieistniejąca obecnie graniczna jednostka organizacyjna Straży Granicznej realizująca zadania bezpośrednio w ochronie granicy państwowej pełniący służbę graniczną z Republiką Białorusi.

## Formowanie i zmiany organizacyjne
Strażnica została sformowana w 1945 w strukturze 27 komendy odcinka jako 128 strażnica WOP (Kuźnica) o stanie 56 żołnierzy. Kierownictwo strażnicy stanowili: komendant strażnicy, zastępca komendanta do spraw polityczno-wychowawczych i zastępca do spraw zwiadu. Strażnica składała się z dwóch drużyn strzeleckich, drużyny fizylierów, drużyny łączności i gospodarczej. Etat przewidywał także instruktora do tresury psów służbowych oraz instruktora sanitarnego.
24 kwietnia 1948 w miejsce komendantur odcinków zorganizowano bataliony ochrony pogranicza. Strażnica weszła w skład samodzielnego batalionu Ochrony Pogranicza nr 15.
1 stycznia 1951 128 strażnica WOP stacjonowała w Chreptowcach. 
Od 15 marca 1954 wprowadzono nową numerację strażnic. Strażnica WOP Kuźnica III kategorii otrzymała numer 122.
15 listopada 1955 zlikwidowano sztab batalionu. Strażnica podporządkowana została bezpośrednio pod sztab 22 Brygady WOP. W sztabie brygady wprowadzono stanowiska nieetatowych oficerów kierunkowych odpowiedzialnych za służbę graniczną strażnic.
W lipcu 1956 rozwiązano strażnicę. W jej miejsce zorganizowano placówkę graniczną WOP kategorii „A” Kuźnica.
W 1964 w Kuźnicy stacjonowała placówka WOP nr 4 22 Białostockiego Oddziału Wojsk Ochrony Pogranicza.
W 1976, w strukturze Podlasko-Mazurskiej Brygady WOP, odtworzono strażnicę w Kuźnicy.
W związku z uzyskaniem lepszych warunków lokalowych, w 1981 zmieniono miejsce dyslokacji strażnicy WOP w Kuźnicy na Sokółka ul. Marcelego Nowotki 35 (obecnie ulica gen. Jana Henryka Dąbrowskiego).
Straż Graniczna:

15 maja 1991 po rozwiązaniu Wojsk Ochrony Pogranicza, 16 maja 1991 strażnica w strażnica w Sokółce weszła w podporządkowanie Podlaskiego Oddziału Straży Granicznej i przyjęła nazwę Strażnica Straży Granicznej w Sokółce.
W 1995 na stan etatowy 24 funkcjonariuszy SG, stan ewidencyjny wynosił 17 osób.
W ramach reorganizacji struktur Straży Granicznej związanej z przygotowaniem Polski do wstąpienia, do Unii Europejskiej i  przystąpieniem do Traktatu z Schengen. Podczas restrukturyzacji wprowadzono kompleksową ochronę granicy już na najniższym szczeblu organizacyjnym tj. strażnica i graniczna placówka kontrolna. Wprowadzona całościowa ochrona granicy zniosła podział na graniczne jednostki organizacyjne ochraniające tylko tzw. „zieloną granicę” i prowadzące tylko kontrole ruchu granicznego. W wyniku tego, 2 stycznia 2003 Strażnica SG w Sokółce została rozformowana i ochraniany odcinek wraz z obsadą etatową przejęła Graniczna Placówka Kontrolna Straży Granicznej w Kuźnicy (GPK SG w Kuźnicy) .

## Ochrona granicy
Strażnica WOP Kuźnica faktyczną ochronę granicy rozpoczęła w czerwcu 1946.
W sierpniu 1956 Placówkę WOP Kuźnica kategorii „A” swoim zasięgiem obejmowała powiat sokólski.
W 1960 4 placówka WOP Kuźnica ochraniała odcinek granicy państwowej o długości 37 km:
- Włącznie znak graniczny nr 1702, wyłącznie znak gran. nr 1635.

Straż Graniczna:

W 2002 po stronie białoruskiej na długości 157 km ochraniał granicę Grodzieński Oddział Wojsk Pogranicznych.

### Wydarzenia
- 1990 – 19 grudnia, dowódca brygady płk dypl. Józef Kosno za zajęcie III miejsca we współzawodnictwie o tytuł „Przodującego pododdziału” wyróżnił w grupie pododdziałów granicznych strażnicę w Sokółce dowodzoną przez mjr. Bonifacego Skoniecznego[10].
- 1999 – luty, strażnica otrzymała na wyposażenie samochody osobowo-terenowe Land Rower[16], motocykle marki KTM i czterokołowe typu TRX marki Honda[17].

### Sąsiednie strażnice
- 127 strażnica WOP Chorościany ⇔ 129 strażnica WOP Miszkieniki – 1946
- strażnica WOP Lipsk ⇔ strażnica WOP Gródek – 1990[18]

Straż Graniczna:
- strażnica SG w Lipsku ⇔ strażnica SG w Gródku – 16.05.1991[15].
- strażnica SG w Lipsku ⇔ strażnica SG w Krynkach – 01.02.1995[19]
- strażnica SG w Nowym Dworze ⇔ strażnica SG w Krynkach – 22.02.1997[13] [20].

## Dowódcy/komendanci strażnicy
- ppor. Załuski[4]
- por. Bronisław Mycka (był w 1956)[21]
- mjr Bonifacy Skonieczny (01.08.1980[22]–był 01.01.1991[23])

Komendanci strażnicy SG:
- por. SG/mjr SG Jan Słabek (16.05.1991[24]–był w 2000[25])
- Grzegorz Biziuk (do 01.01.2003) – do rozformowania[26].